# Маріам Сулакіотіс
Ігуменя Маріам Сулакіотіс (грец. Μαριάμ Σουλακιώτη), за іншими даними Маріам Сулакіоту (грец. Μαριάμ Σουλακιώτου); приблизно 1883 — 23 листопада 1954; також відома у пресі як «Матір Распутіна» (грец. Η γυναίκα Ρασπούτιν) — грецька серійна вбивця, а також настоятелька монастиря Панагія Певковунойатрісса Грецької православної старостильної церкви. Звинувачувалась грецькою владою у масових вбивствах і тортурах в стінах монастиря, а також шахрайствах, підробці документів та шантажі. 1952 року її було засуджено до довічного позбавлення волі. Померла у в'язниці «Авероф» у 1954 році.
Монастир, де служила Маріам, діє досі. Сьогодні більшість черниць цього монастиря вважають що ігуменя була невинною і шанують її як святу.

## Релігійна діяльність
Точна дата та місце народження Сулакіотіс невідомі. Вона була послідовницею старокалендарної церкви і разом з ієромонахом Матфієм (Карпафакісом) заснувала монастир Панагія Певковунойатрісса біля міста Кератеа. Офіційне грецьке православ'я розглядає дану структуру як таку, що перебуває у схизмі. Після смерті архієпископа Матфія новим настоятелем монастиря стала Сулакіотіс.

## Кримінальна діяльність
Імовірний типовий спосіб вчинення злочинів полягав у тому, що Сулакіотіс спонукала самотніх і заможних жінок приєднуватись до її монастиря, де їх піддавали тортурам, доки вони не перепишуть усе своє майно на користь монастиря. Як тільки гроші та майно опинялись у власності Сулакіотіс, більшість жертводателів вбивали. За повідомленням агентства «Рейтер», на момент арешту черниця мала у своїй власності понад трьохсот об'єктів нерухомості по всій Греції, а також «золота і коштовностей на тисячі фунтів».
Сулакіотіс також вимагала суворого аскетичного життя у своєму монастирі, що призвело до смерті понад 150 дітей від туберкульозу, а до порушників застосовувала фізичні покарання. Жертви звинувачували її в тортурах, морінні голодом, несправедливому саджанні в камеру і побитті. Сама Сулакіотіс до самої смерті заперечувала усі звинувачення, називаючи їх «сатанинськими вигадками».
5 грудня 1950 року Сулакіотіс було заарештовано грецькою поліцією. Після трьох судових процесів її було засуджено до довічного позбавлення волі. 23 листопада 1954 року вона померла у в'язниці і була похована на території свого монастиря поруч із своїм попередником Матфієм. Секта Сулакіотіс була оголошена поза законом і продовжувала діяти підпільно до прийняття Греції в ЕС. Станом на сьогодні монастир Панагія Певковунойатрісса продовжує діяти, а більшість його служниць вважають Сулакіотіс невинною і шанують як святу мученицю.
Число жертв черниці сьогодні теж викликає багато суперечок: частіше за всього наводять число 27 умисних вбивств і 150 з необережності на основі медичних свідоцтв, представлених під час суду.